# Anna Renzi
Anna Renzi (Roma, 1620 circa – dopo il 1662) è stata un soprano italiano.

## Biografia
La sua attività di cantante d'opera ebbe inizio nel 1639 a Roma, quando nel palazzo dell’ambasciatore francese d’Estrées cantò ne La sincertà trionfante, overo L'Erculeo ardire, dramma di Ottaviano Castelli con musiche di Angelo Cecchini; l'anno successivo si esibì nello stesso palazzo sempre nel dramma Il favorito del principe, su libratto ancora di Castelli, messo in musica da Filiberto Laurenzi, che fu anche suo maestro.
Alla fine del 1640, accompagnata da Laurenzi, si recò a Venezia,  dove nel 1641 nterpretò il ruolo di Deidamia nel dramma La finta pazza, su libretto di Giulio Strozzi con musica di Francesco Sacrati e scene di Giacomo Torelli, opera inaugurale del Teatro Novissimo. L'anno successivo cantò ne Il Bellerofonte di Sacrati.
Nel 1643, cantò nel ruolo di Aretusa ne La finta savia di Laurenzi e poi di Ottavia ne L'incoronazione di Poppea, di Claudio Monteverdi, al Teatro Santi Giovanni e Paolo. La grande fama di cui godeva le permise di firmare contratti che le fruttarono elevate somme di denaro. 

Il 17 giugno 1645 Renzi siglò un contratto di nozze con il romano Roberto Sabbatini, da identificare con un violinista al servizio dell’arciduca Leopoldo Guglielmo d’Asburgo negli anni 1647–1650 e poi attivo nelle corti di Monaco, Innsbruck e Neoburgo. Tuttavia non è certo che il matrimonio abbia avuto luogo, dato che lo stato coniugale della Renzi non è confermato da altre fonti. 
Nella seconda metà degli anni '40 fu attiva soprattutto al teatro SS. Giovanni e Paolo, dove si esibì anche in alcune opere dedicate appositamente a lei, come Torilda e Argiope. Nel 1649-50 collaborò con il coreografo Giovan Battista Balbi per l'allestimento dell'opera, Deidamia a Firenze. Continuò ad esibirsi regolarmente nei teatri veneziani fino al 1651. 

Nei primi mesi del 1653 cantò al teatro del Falcone a Genova nel Cesare amante (musica di Antonio Cesti) e nella Torilda (musica di Francesco Cavalli).

Dall'ottobre 1653 all'agosto 1654 fu al servizio della corte del Tirolo a Innsbruck. Nel luglio 1654 nello stesso teatro di corte cantò nella Cleopatra (ripresa del Cesare amante) di Cesti.

Tornata a Venezia, nel dicembre 1654 cantò nell'Eupatra di Pietro Andrea Ziani al teatro S. Apollinare.

Dall'agosto 1655 ai primi di dicembre di quell'anno fu di nuovo a Innsbruck, dove cantò nel ruolo di Dorisbe nell’Argia con musica di Cesti. L'opera fu replicata in novembre alla presenza della regina Cristina di Svezia in occasione della sua conversione alla confessione cattolica a Innsbruck. 

Nel 1657 fece la sua ultima apparizione documentata sulle scene teatrali nel ruolo di Damira ne Le fortune di Rodope e Damira (musica Pietro Andrea Ziani) nel teatro S. Apollinare.
Nel 1659 lasciò Venezia, forse diretta a Roma, per poi ritornarvi nel 1662: da un processo prematrimoniale qui redatto il 24 novembre 1662 sappiamo che era in procinto di contrarre matrimonio. Dopo questa data non si hanno più notizie su di lei.